# Angebotsschock

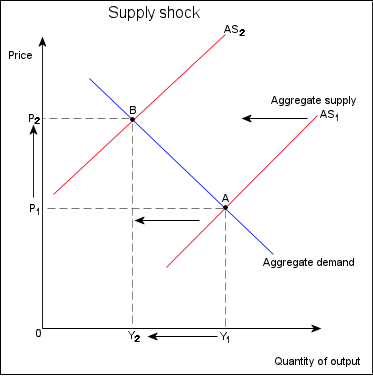
Die Y-Achse stellt den Preis dar, die X-Achse die Produktionsmenge. Die Ausgangssituation befindet sich am Punkt A, die Produktionsmenge am Punkt Y1 und das Preisniveau am Punkt P1. Hier besteht ein Marktgleichgewicht. Wenn es zu einem negativen Angebotsschock kommt, sinkt die Produktionsmenge: Die Angebotskurve verschiebt sich nach links (von AS1 nach AS2), während die Nachfragekurve in derselben Position bleibt. Der Schnittpunkt der Angebots- und Nachfragekurve hat sich nun verschoben und das Gleichgewicht liegt nun bei Punkt B. Die Produktionsmenge reduziert sich (Punkt Y2), während sich das Preisniveau erhöht (Punkt P2).

Ein Angebotsschock ist eine gesamtwirtschaftliche Störung, welche sich auf das Preisniveau (Produktionskosten, Inflation), das Produktionsvolumen und die Arbeitslosigkeit auswirkt. Ein negativer Angebotsschock verringert das Produktionsvolumen und erhöht das Preisniveau, ein positiver Angebotsschock hingegen erhöht das Produktionsvolumen und verringert das Preisniveau.
Beispiele für Angebotsschocks sind z. B. die Verknappung von Rohstoffen, Energiekrisen wie z. B. die Ölpreiskrisen oder eine Nominallohnentwicklung, die nicht parallel zur Produktivitätsentwicklung verläuft. 
Angebotsschocks zu bekämpfen, ist schwierig:
1. Eine expansive Geldpolitik würde das Realproduktionsniveau stabilisieren, aber auch die Inflation erhöhen.
2. Eine kontraktive Geldpolitik würde die Inflation verringern, aber auch den Produktionsrückgang verstärken.
3. Regierungsseitig sollte durch geeignete Angebotspolitik reagiert werden.
4. Die Gewerkschaften sollten die Reallohnsteigerungen an die Produktivitätsentwicklung anpassen.